# Intégrale de Darboux
En analyse réelle, une branche des mathématiques, l'intégrale de Darboux est construite à partir des intégrales de Darboux inférieure et supérieure, elles-mêmes définies, soit avec les sommes de Darboux, soit avec des fonctions en escalier. Il s'agit d'une manière de définir l'intégrale d'une fonction à valeurs réelles définie sur un segment de la droite réelle. L'intégrale de Darboux (du mathématicien français Gaston Darboux) est équivalente à l'intégrale de Riemann (du mathématicien allemand Bernhard Riemann), c'est-à-dire qu'une fonction est Darboux-intégrable si et seulement si elle est Riemann-intégrable, et, le cas échéant, ses intégrales au sens de Darboux et de Riemann sont égales. La définition de l'intégrale de Darboux a l'avantage d'être plus simple à implémenter dans les calculs ou les preuves que l'intégrale de Riemann. Par conséquent, la plupart des manuels d'introduction en analyse développent l'intégrale de Riemann à partir du formalisme de Darboux. De plus, la définition selon Darboux est facilement extensible à l'intégrale de Stieltjes.

## Définitions
Intuitivement, l'intégrale de Darboux d'une fonction à valeurs réelles bornée {\displaystyle f} sur un segment {\displaystyle [a,b]} est l'aire algébrique délimitée par la courbe dessinée par {\displaystyle f}, l'axe des abscisses, la droite verticale passant par {\displaystyle a} et celle passant par {\displaystyle b}. L'idée est de majorer et minorer cette aire par l'aire formée par une succession de rectangles. L'aire de cette succession de rectangle est simplement la somme des aires de chaque rectangle qui se calculent aisément (par la formule base × hauteur). L'intégrale de Darboux s'obtient alors en faisant tendre vers 0 la base des rectangles. La définition de l'intégrale de Darboux considère les intégrales de Darboux supérieure et inférieure, bien définies pour toute fonction à valeurs réelles bornée {\displaystyle f} sur un segment {\displaystyle [a,b]}. L'intégrale de Darboux existe si et seulement si les intégrales inférieure et supérieure sont égales. Les intégrales inférieure et supérieure sont les limites respectives des sommes de Darboux inférieure et supérieure qui sous-estiment ou sur-estiment l'aire sous la courbe. Plus concrètement, pour une subdivision donnée de l'intervalle, les sommes de Darboux représentent la somme des aires des tranches rectangulaires dont les hauteurs sont prises respectivement aux suprema et aux infima de {\displaystyle f} sur chaque sous-intervalle de la subdivision.

### Sommes de Darboux
Soit {\displaystyle [a,b]} un segment inclus dans {\displaystyle \mathbb {R} }. Une subdivision de ce segment est la donnée d'une suite finie de points {\displaystyle \sigma =(x_{0},\dots ,x_{n})} telle que {\displaystyle a=x_{0}<\cdots <x_{n}=b}. 
Définition (Sommes de Darboux) — Soit une fonction {\displaystyle f:[a,b]\rightarrow \mathbb {R} } bornée et {\displaystyle \sigma =(x_{0},\dots ,x_{n})} une subdivision de {\displaystyle [a,b]}. On définit, respectivement, les sommes de Darboux inférieure et supérieure associées à {\displaystyle f} et {\displaystyle \sigma } de la manière suivante :

Sommes de Darboux inférieure (en vert) et supérieure (vert et gris) sur une subdivision en quatre sous-intervalles.

Supposer que la fonction {\displaystyle f} est bornée est indispensable pour définir les sommes de Darboux. En effet, cela permet d'assurer que {\displaystyle f} possède bien un infimum et un supremum finis sur chaque sous-intervalle de la subdivision {\displaystyle \sigma }.
Il est clair que, pour une même subdivision, on a toujours que la somme de Darboux inférieure est plus petite que la somme de Darboux supérieure.
Puisque {\displaystyle f} est bornée, il existe deux réels {\displaystyle m} et {\displaystyle M} tels que {\displaystyle m\leqslant f\leqslant M}. Il est alors clair que pour toute subdivision {\displaystyle \sigma } on a {\displaystyle m(b-a)\leqslant S_{-}(f,\sigma )\leqslant S_{+}(f,\sigma )\leqslant M(b-a)}.

### Intégrales de Darboux
Soit {\displaystyle [a,b]} un segment inclus dans {\displaystyle \mathbb {R} } et {\displaystyle \Sigma } l'ensemble de ses subdivisions.
Définition (Intégrales de Darboux inférieure et supérieure) — Soit une fonction {\displaystyle f:[a,b]\rightarrow \mathbb {R} } bornée. On définit, respectivement, les intégrales de Darboux inférieure et supérieure associées à {\displaystyle f} de la manière suivante :
Du fait que {\displaystyle f} soit bornée, les intégrales de Darboux sont toujours bien définies et à valeurs réelles. De plus, si {\displaystyle m\leqslant f\leqslant M}, alors {\displaystyle I_{-}(f)\leqslant (b-a)M} et {\displaystyle (b-a)m\leqslant I_{+}(f)}.
Dans certains ouvrages, un symbole intégral souligné ou surligné représentent les intégrales de Darboux inférieure et supérieure :
{\displaystyle I_{-}(f)={\underline {\int _{a}^{b}}}f(x)\,\mathrm {d} x\qquad I_{+}(f)={\overline {\int _{a}^{b}}}f(x)\,\mathrm {d} x}

Lorsque {\displaystyle I_{-}(f)=I_{+}(f)}, cette valeur commune est appelée intégrale de Darboux.
Définition (Intégrale de Darboux) — Soit une fonction {\displaystyle f:[a,b]\rightarrow \mathbb {R} } bornée. On dit que {\displaystyle f} est Darboux-intégrable (ou intégrable au sens de Darboux) si les intégrales de Darboux inférieure et supérieure sont égales :
Dans ce cas, on appelle cette valeur commune l'intégrale (au sens de Darboux) de {\displaystyle f} sur {\displaystyle [a,b]} et on la note

### Lien avec les intégrales de fonctions en escalier
Il est possible de voir les sommes de Darboux comme des intégrales de fonctions en escalier dont le concept est assez abordable. En effet, pour une fonction en escalier, l'aire sous la courbe correspond simplement à la somme des aires algébriques des rectangles (base × hauteur) formés par cette dernière.
Plus formellement, une fonction en escalier sur un segment {\displaystyle [a,b]} est une fonction {\displaystyle g:[a,b]\rightarrow \mathbb {R} } telle qu'il existe une subdivision {\displaystyle \sigma =(x_{0},\dots ,x_{n})} de ce segment pour laquelle {\displaystyle g} est constante, sur chaque sous-intervalle {\displaystyle ]x_{i-1},x_{i}[} de la subdivision. Certains ouvrages imposent que {\displaystyle g} soit constante sur les intervalles {\displaystyle [x_{i-1},x_{i}[} ou encore sur les intervalles {\displaystyle ]x_{i-1},x_{i}]}. Cela n'aura aucun impact sur la notion d'intégrale puisque cette dernière ne dépendra pas des valeurs prises en un nombre fini de points.
On appelle subdivision associée à une fonction en escalier {\displaystyle g}, toute subdivision de l'intervalle {\displaystyle [a,b]} pour laquelle {\displaystyle g} est constante à l'intérieur de chaque intervalle de la subdivision. 
Pour une fonction en escalier {\displaystyle g:[a,b]\rightarrow \mathbb {R} }, et pour toute subdivision associée à {\displaystyle g}, on démontre  que la somme associée à la subdivision {\displaystyle \sigma =(x_{0},\dots ,x_{n})}, {\displaystyle \sum _{i=1}^{n}(x_{i}-x_{i-1})c_{i}} où {\displaystyle c_{i}} correspond à la valeur prise par {\displaystyle g} sur {\displaystyle ]x_{i-1},x_{i}[} ne dépend pas de la subdivision associée à {\displaystyle g}.
On définit alors l'intégrale de {\displaystyle g} de la manière suivante :
{\displaystyle \int _{a}^{b}g(t)dt:=\sum _{i=1}^{n}(x_{i}-x_{i-1})c_{i}}
À noter que cette définition est compatible avec ce qui précède car on peut montrer que l'intégrale de Darboux (telle que définie auparavant) d'une fonction en escalier est bien donnée par la formule ci-dessus.
On constate que les sommes de Darboux peuvent alors s'interpréter comme des intégrales de fonctions en escalier. En effet, soit {\displaystyle f:[a,b]\rightarrow \mathbb {R} } une fonction bornée et {\displaystyle \sigma =(x_{0},\dots ,x_{n})} une subdivision. Si l'on définit deux fonctions en escalier {\displaystyle g} et {\displaystyle h} telles que {\displaystyle g} vaut {\displaystyle \inf\{f(t):x_{i-1}\leqslant t\leqslant x_{i}\}} et {\displaystyle h} vaut {\displaystyle \sup\{f(t):x_{i-1}\leqslant t\leqslant x_{i}\}} sur {\displaystyle ]x_{i-1},x_{i}[} pour tout {\displaystyle 0\leqslant i\leqslant n} (et prennent des valeurs quelconques en les {\displaystyle x_{i}}) alors
{\displaystyle S_{-}(f,\sigma )=\int _{a}^{b}g(t)dt,\qquad S_{+}(f,\sigma )=\int _{a}^{b}h(t)dt.}
Ce simple constat permet aisément de réinterpréter les intégrales de Darboux inférieure et supérieure de la manière suivante :
{\displaystyle I_{-}(f)=\sup \left\{\int _{a}^{b}g(t)dt:g{\text{ en escalier et }}g\leq f\right\},\qquad I_{+}(f)=\inf \left\{\int _{a}^{b}h(t)dt:h{\text{ en escalier et }}h\geq f\right\}.}

## Propriétés
Ici sont répertoriées des propriétés portant sur les sommes de Darboux ainsi que sur les intégrales de Darboux inférieure et supérieure. Des propriétés sur l'intégrale de Darboux peuvent être trouvées dans la section propriétés de l'article sur l'intégrale de Riemann (qui est équivalente à l'intégrale de Darboux, donc satisfait exactement les mêmes propriétés).

### Raffinement d'une subdivision

En passant à un raffinement, la somme inférieure augmente et la somme supérieure décroit.

Soit {\displaystyle f:[a,b]\rightarrow \mathbb {R} } une fonction bornée et {\displaystyle \sigma =(x_{0},\dots ,x_{n})} une subdivision de {\displaystyle [a,b]}. Si {\displaystyle \rho =(z_{0},\dots ,z_{m})} est un raffinement de {\displaystyle \sigma }, c'est-à-dire, si
{\displaystyle \{x_{0},\dots ,x_{n}\}\subset \{z_{0},\dots ,z_{m}\}}
alors on a les inégalités
{\displaystyle S_{-}(f,\sigma )\leq S_{-}(f,\rho )\quad {\text{et}}\quad S_{+}(f,\rho )\leq S_{+}(f,\sigma )}
Autrement dit, en raffinant une subdivision, les sommes de Darboux se rapprochent de la véritable valeur de l'intégrale de {\displaystyle f} (lorsqu'elle est Darboux-intégrable).

### Bornes
Soit {\displaystyle f:[a,b]\rightarrow \mathbb {R} } une fonction bornée. les sommes de Darboux inférieures sont minorées par l'aire du rectangle de largeur {\displaystyle b-a} et de hauteur {\displaystyle \inf f} sur {\displaystyle [a,b]}. De même, les sommes de Darboux supérieures sont majorées par l'aire du rectangle de largeur {\displaystyle b-a} et de hauteur {\displaystyle \sup f}. Ainsi pour toute subdivision {\displaystyle \sigma } :
{\displaystyle (b-a)\inf _{[a,b]}f\leq S_{-}(f,\sigma )\leq I_{-}(f)\quad {\text{et}}\quad I_{+}(f)\leq S_{+}(f,\sigma )\leq (b-a)\sup _{[a,b]}f}Si {\displaystyle \sigma _{1}} et {\displaystyle \sigma _{2}} sont deux subdivisions, alors il existe une subdivision {\displaystyle \rho } qui est, à la fois, un raffinement de {\displaystyle \sigma _{1}} et de {\displaystyle \sigma _{2}}. Ainsi on a
{\displaystyle S_{-}(f,\sigma _{1})\leq S_{-}(f,\rho )\leq S_{+}(f,\rho )\leq S_{+}(f,\sigma _{2})}On en déduit alors que
{\displaystyle I_{-}(f)\leq I_{+}(f)}

### Relation de Chasles
Les intégrales de Darboux inférieure et supérieure satisfont la relation de Chasles (tout comme l'intégrale de Darboux). Plus précisément, soit {\displaystyle f:[a,b]\rightarrow \mathbb {R} } une fonction bornée et {\displaystyle c\in [a,b]}. Alors
{\displaystyle {\underline {\int _{a}^{b}}}f(x)\,\mathrm {d} x={\underline {\int _{a}^{c}}}f(x)\,\mathrm {d} x+{\underline {\int _{c}^{b}}}f(x)\,\mathrm {d} x\quad {\text{et}}\quad {\overline {\int _{a}^{b}}}f(x)\,\mathrm {d} x={\overline {\int _{a}^{c}}}f(x)\,\mathrm {d} x+{\overline {\int _{c}^{b}}}f(x)\,\mathrm {d} x}

### Quasi-linéarité
Les intégrales de Darboux inférieure et supérieure ne sont pas nécessairement linéaires (contrairement à l'intégrale de Darboux). En revanche elles satisfont certaines inégalités. soit {\displaystyle f,g:[a,b]\rightarrow \mathbb {R} } deux fonctions bornées. Alors
{\displaystyle {\begin{aligned}{\underline {\int _{a}^{b}}}f(x)\,\mathrm {d} x+{\underline {\int _{a}^{b}}}g(x)\,\mathrm {d} x&\leq {\underline {\int _{a}^{b}}}(f(x)+g(x))\mathrm {d} x\\[6pt]{\overline {\int _{a}^{b}}}f(x)\,\mathrm {d} x+{\overline {\int _{a}^{b}}}g(x)\,\mathrm {d} x&\geq {\overline {\int _{a}^{b}}}(f(x)+g(x))\,\mathrm {d} x\end{aligned}}}De plus, pour tout {\displaystyle \lambda \geqslant 0} :{\displaystyle {\underline {\int _{a}^{b}}}\lambda f(x)\,\mathrm {d} x=\lambda {\underline {\int _{a}^{b}}}f(x)\,\mathrm {d} x\quad {\text{et}}\quad {\overline {\int _{a}^{b}}}\lambda f(x)\,\mathrm {d} x=\lambda {\overline {\int _{a}^{b}}}f(x)\,\mathrm {d} x}
Et pour tout {\displaystyle \mu \leqslant 0} :{\displaystyle {\underline {\int _{a}^{b}}}\mu f(x)\,\mathrm {d} x=\mu {\overline {\int _{a}^{b}}}f(x)\,\mathrm {d} x\quad {\text{et}}\quad {\overline {\int _{a}^{b}}}\mu f(x)\,\mathrm {d} x=\mu {\underline {\int _{a}^{b}}}f(x)\,\mathrm {d} x}

### Fonction intégrale
Soit {\displaystyle f:[a,b]\rightarrow \mathbb {R} } une fonction bornée. Alors la fonction{\displaystyle F:x\in [a,b]\rightarrow {\underline {\int _{a}^{x}}}f(t)\,\mathrm {d} t}est lipschitzienne donc continue. Un résultat identique est vérifié pour F définie à partir de l'intégrale de Darboux supérieure.

### Critère d'intégrabilité
Un critère équivalent, parfois utile pour démontrer qu'une fonction est Darboux-intégrable, est donné par le résultat suivant,.
Théorème (critère d'intégrabilité, version somme) — Soit une fonction {\displaystyle f:[a,b]\rightarrow \mathbb {R} } bornée. Cette fonction est Darboux-intégrable si et seulement si pour tout {\displaystyle \varepsilon >0}, il existe une subdivision {\displaystyle \sigma } de {\displaystyle [a,b]} telle que
En termes de fonctions en escalier, cela donne :
Théorème (critère d'intégrabilité, version escalier) — Soit une fonction {\displaystyle f:[a,b]\rightarrow \mathbb {R} } bornée. Cette fonction est Darboux-intégrable si et seulement si pour tout {\displaystyle \varepsilon >0}, il existe deux fonctions en escalier {\displaystyle g} et {\displaystyle h} telles que {\displaystyle g\leqslant f\leqslant h} et

## Exemples

### Une fonction Darboux-intégrable
La fonction f(x) = x est Darboux-intégrable sur tout intervalle [a , b].
On considère la subdivision {\displaystyle \sigma _{n}} de [a, b] en n sous-intervalles de même longueur (b – a)/n.
Comme f est strictement croissante, les infimum sur tout sous-intervalle sont atteints en a+(b – a)(k – 1)/n, et les supremum y sont atteints en a+(b – a)k/n. Ainsi
{\displaystyle {\begin{aligned}S_{-}(f,\sigma _{n})&=\sum _{k=1}^{n}f\left(a+(b-a){\frac {k-1}{n}}\right){\frac {b-a}{n}}\\&=\sum _{k=1}^{n}\left(a+(b-a){\frac {k-1}{n}}\right){\frac {b-a}{n}}\\&=n\times a{\frac {b-a}{n}}+{\frac {(b-a)^{2}}{n^{2}}}\sum _{k=1}^{n}(k-1)\\&=a(b-a)+{\frac {(b-a)^{2}}{n^{2}}}\times {\frac {(n-1)n}{2}}\end{aligned}}}
et
{\displaystyle {\begin{aligned}S_{+}(f,\sigma _{n})&=\sum _{k=1}^{n}f\left(a+(b-a){\frac {k}{n}}\right){\frac {b-a}{n}}\\&=a(b-a)+{\frac {(b-a)^{2}}{n^{2}}}\times {\frac {n(n+1)}{2}}\end{aligned}}}
On a alors
{\displaystyle S_{+}(f,\sigma _{n})-S_{-}(f,\sigma _{n})={\frac {(b-a)^{2}}{n}}}
Alors pour tout ε > 0, en choisissant une subdivision {\displaystyle \sigma _{n}} avec {\displaystyle n>{\frac {(b-a)^{2}}{\epsilon }}} on a 
{\displaystyle S_{+}(f,\sigma _{n})-S_{-}(f,\sigma _{n})<\epsilon }
ce qui prouve que f est Darboux-intégrable. La valeur de l'intégrale est alors
{\displaystyle \int _{a}^{b}f(x)\,\mathrm {d} x=\lim _{n\to \infty }S_{-}(f,\sigma _{n})=\lim _{n\to \infty }S_{+}(f,\sigma _{n})={\frac {b^{2}-a^{2}}{2}}}

### Une fonction non intégrable
On considère la fonction indicatrice des rationnels sur [0, 1] :
{\displaystyle {\begin{aligned}\chi _{\mathbb {Q} }:[0,1]&\to \mathbb {R} \\x&\mapsto {\begin{cases}1&{\text{si }}x\in \mathbb {Q} \\0&{\text{si }}x\notin \mathbb {Q} \end{cases}}\end{aligned}}}
Comme les ensembles des nombres rationnels et irrationnels sont tous deux denses dans ℝ, sur tout sous-intervalle de toute subdivision {\displaystyle \sigma }, la fonction prend les valeurs 0 et 1 donc
{\displaystyle S_{-}(\chi _{\mathbb {Q} },\sigma )=0\quad {\text{et}}\quad S_{+}(\chi _{\mathbb {Q} },\sigma )=1,}
si bien que les intégrales de Darboux inférieure et supérieure sont
{\displaystyle I_{-}(\chi _{\mathbb {Q} })=0\quad {\text{et}}\quad I_{+}(\chi _{\mathbb {Q} })=1.}
Comme elles sont différentes, la fonction n'est pas Darboux-intégrable.

## Equivalence avec l'intégrale de Riemann
Les intégrales de Darboux inférieure et supérieure sont définies comme le supremum et l'infimum des sommes de Darboux sur l'ensemble des subdivisions. De manière équivalente, ces intégrales peuvent aussi être définies comme la limite des sommes de Darboux lorsque le pas de la subdivision tend vers 0. Cette vision permet de se rapprocher de la notion d'intégrale de Riemann, telle que définie originellement par le mathématicien Bernhard Riemann, c'est-à-dire, en tant que limite des sommes de Riemann lorsque le pas de la subdivision marquée tend vers 0. A partir de là, il est alors relativement aisé de montrer l'équivalence entre l'intégrale de Darboux et celle de Riemann,,.

Soit {\displaystyle [a,b]} un segment inclus dans {\displaystyle \mathbb {R} }. Le pas d'une subdivision {\displaystyle \sigma =(x_{0},\dots ,x_{n})} de {\displaystyle [a,b]} est la distance maximale entre deux {\displaystyle x_{i}} consécutifs, c'est-à-dire, {\textstyle \max\{x_{i}-x_{i-1}:1\leqslant i\leqslant n\}}.
Théorème (intégrales inf et sup comme limites des sommes de Darboux) — Soit une fonction {\displaystyle f:[a,b]\rightarrow \mathbb {R} } bornée. Pour tout {\displaystyle \varepsilon >0}, il existe {\displaystyle p>0} tel que pour toute subdivision {\displaystyle \sigma } de pas inférieur ou égal à {\displaystyle p} on a
On peut résumer le contenu du théorème précédent en écrivant
{\displaystyle I_{-}(f)=\lim _{p\to 0}\inf _{\sigma \in \Sigma (p)}S_{-}(f,\sigma )\qquad I_{+}(f)=\lim _{p\to 0}\sup _{\sigma \in \Sigma (p)}S_{+}(f,\sigma )}

où {\displaystyle \Sigma (p)} désigne l'ensemble des subdivisions de {\displaystyle [a,b]} dont le pas est inférieur ou égal à {\displaystyle p}.